# Coulisa
Vous lisez un « bon article » labellisé en 2021.
Coulisa (née le 8 février 2004, morte le 11 octobre 2014) est une jument de robe alezane, inscrite au stud-book de l'Oldenbourg, fille de Couleur Rubin. Inséminée à 3 ans par l'étalon Chacco-Blue, elle donne naissance en 2008 à la pouliche Chacclina dans son élevage d'origine, le Gestüt Lewitz, en Allemagne. Elle est ensuite acquise par l'entrepreneur suisse Thomas Straumann, qui la confie au cavalier irlandais Denis Lynch pour des concours de saut d'obstacles, à partir de 2012. 
Lourdement cravachée durant le Grand Prix du Concours de saut international officiel 5 étoiles (CSIO5*) de Rotterdam en juin 2014, elle chute dans des barres de Spa et se fracture la hanche. Cette chute, retransmise en direct à la télévision néerlandaise, entraîne une polémique en raison de l'absence de sanction à l’égard du cavalier. Coulisa est euthanasiée trois mois plus tard.

## Histoire

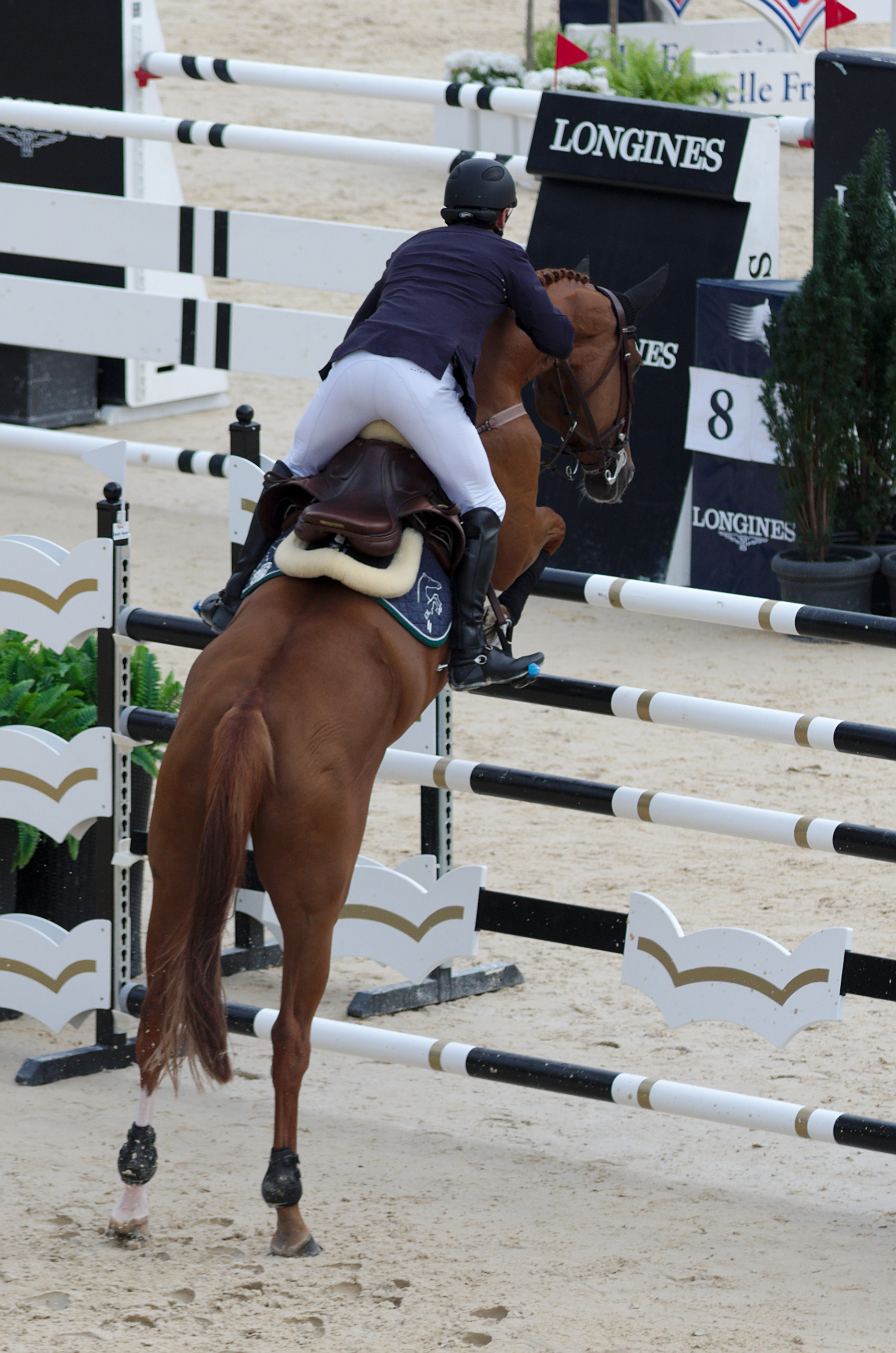
Coulisa montée par Denys Lynch sur l'étape Global Champions Tour de Lausanne en 2013, pendant une phase ascendante à l'obstacle.

Coulisa naît le 8 février 2004 au Gestüt Lewitz (haras Lewitz), à Neustadt-Glewe en Allemagne. 

### Débuts à haut niveau
Devenue la propriété de l'entrepreneur bâlois et mécène Thomas Straumann,, elle est confiée à Denis Lynch, un cavalier irlandais soutenu par Straumann. En 2012, le couple se classe 16e du concours international de jeunes chevaux d'obstacle de Münster, puis termine huitième de la finale de la Edsor Youngster Cup,. Il participe aussi à son premier CSI5* (concours de saut international 5 étoiles) sur l'étape Global Champions Tour d'Oliva en mai 2012, sur des obstacles d'1,45 m.
Fin avril 2014, Lynch et Coulisa se classent 10e d'une manche comptant pour le Global Champions Tour. Ils remportent le Grand Prix du Concours de saut international 3 étoiles (CSI3*) de San Giovanni à Marignano, en mai 2014. Deux semaines plus tard, ils décrochent le Grand Prix du CSI3* de Nörten-Hardenberg, en Allemagne,, avec un parcours sans-fautes en 40,38 secondes, devant le Brésilien Marlon Modolo Zanotelli sur Extra van Essene,. Cette victoire permet à Denis Lynch d'empocher 12 500 €,.

### Accident à Rotterdam et mort
Coulisa participe au CSIO5* de Rotterdam en juin 2014, bouclant difficilement la seconde manche en coupe des Nations le 20 juin, avec 16 points de fautes,. Denis Lynch la fait néanmoins participer au Grand Prix du port de Rotterdam le dimanche 22 juin 2014. Le couple commet une grosse faute sur la rivière, que Coulisa parvient à peine à franchir sous les sévères coups de cravache et d'éperons de son cavalier, après avoir failli trébucher,,. Apeurée par les coups, elle manque une foulée au passage de l'avant-dernier obstacle (le no 11), trois barres de Spa, et chute lourdement,,,. Cette chute, diffusée en direct à la télévision néerlandaise, provoque une « réaction d'horreur » généralisée, y compris parmi les cavaliers, journalistes et juges du concours,. Lynch sort indemne de cet accident.

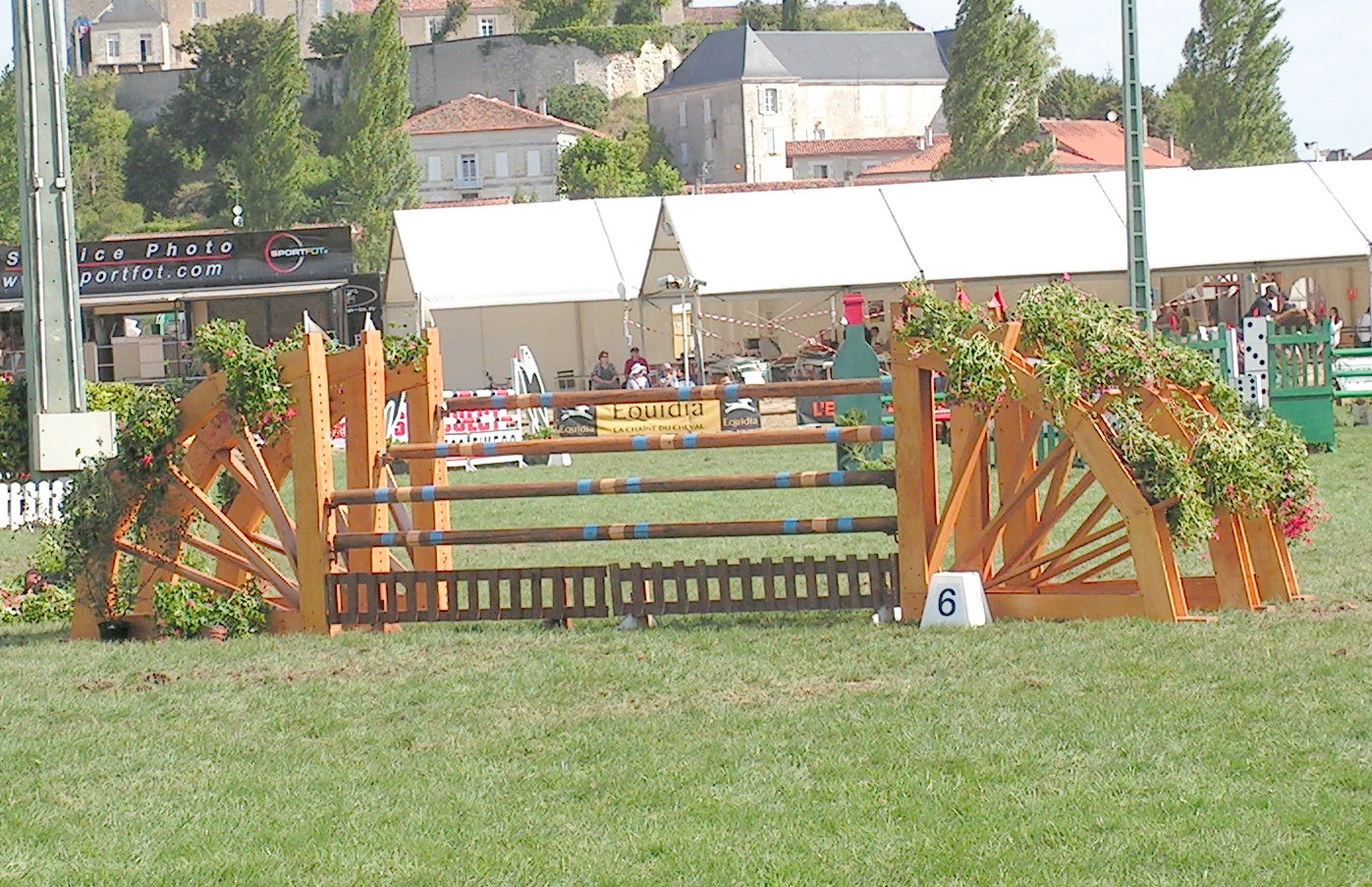
Des barres de Spa, type d'obstacle dans lequel Coulisa a chuté.

Transportée à une clinique vétérinaire locale, Coulisa présente une blessure visible à un membre postérieur,,. Le lendemain 23 juin, l'examen vétérinaire révèle une fracture de la hanche. D'après le média suisse Le Cavalier romand, l'affaire fait alors grand bruit. L'opération chirurgicale qui s'ensuit étant annoncée comme fructueuse début juillet 2014, une période de convalescence d'une durée de quatre à huit mois est annoncée pour Coulisa, avant son potentiel retour à la compétition,,. 
Après trois mois de tentatives de soin, Coulisa est euthanasiée le 11 octobre 2014, à l'âge de 10 ans,,,.
Dirk Willem Rosie, rédacteur en chef du magazine néerlandais Paardenkrant, ainsi que les journalistes français Sébastien Roullier (Grand Prix magazine) et néerlandais René Banierink (BN DeStem) s'étonnent que Lynch, connu pour des faits passés de dopage sur ses chevaux, n'ait pas été sanctionné pour son attitude dangereuse envers sa jument. Malgré la demande d'intervention du président du jury du CSI de Geesteren, Joop van Dijk de Wierden, Lynch ne reçoit aucune sanction.

## Description

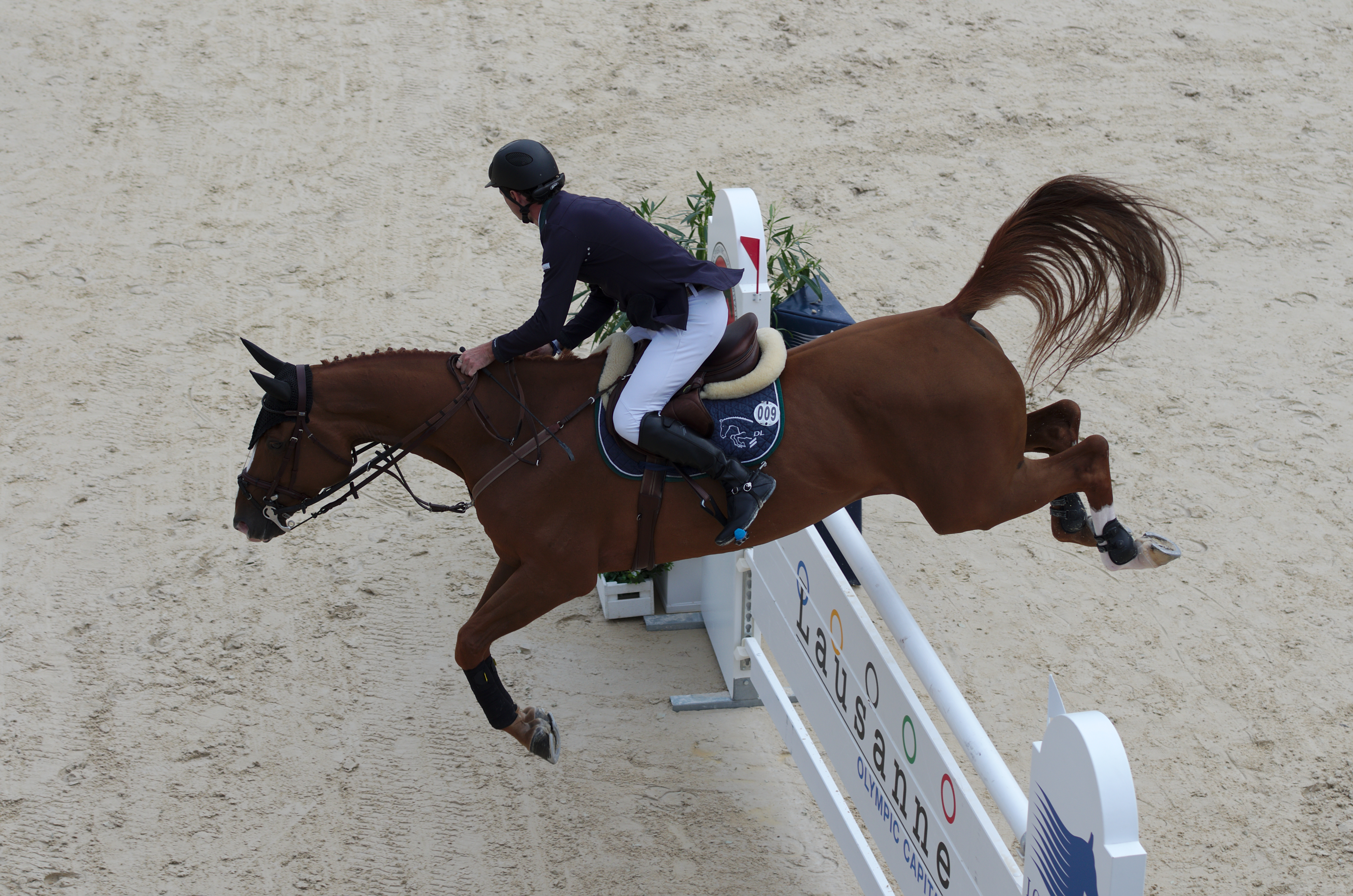
Coulisa pendant la phase de planer au-dessus d'un obstacle, lors de l'étape Global Champions Tour de Lausanne en 2013.

Coulisa est une jument de robe alezane, inscrite au stud-book de l'Oldenbourg. Elle est décrite comme une jument d'obstacles « puissante ».

## Palmarès

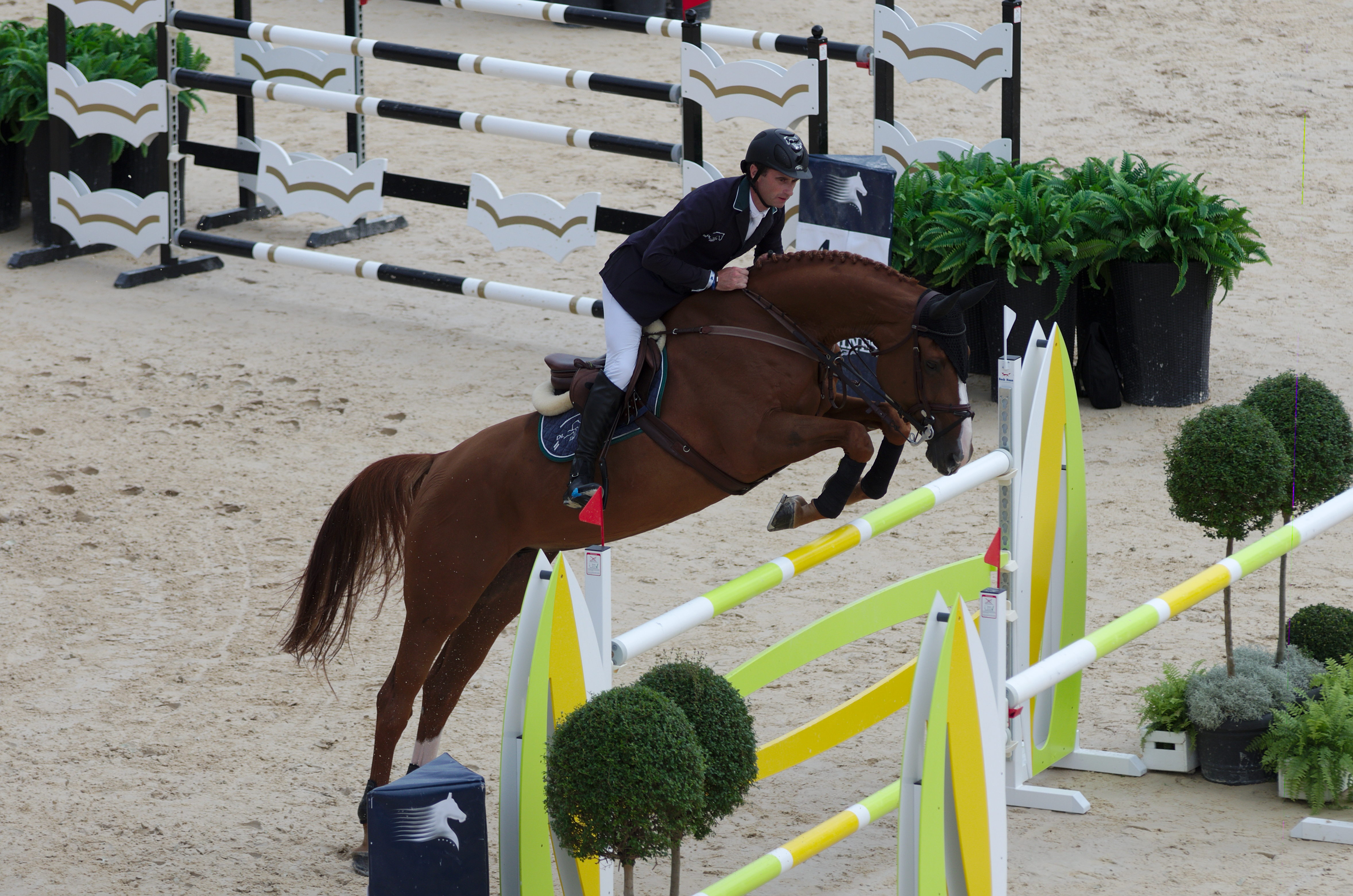
Coulisa pendant la phase ascendante à l'obstacle, lors de l'étape Global Champions Tour de Lausanne en 2013.

D'après les données de la Fédération équestre internationale, Coulisa a été montée au niveau de compétition international entre 2012 et 2014, prenant 4 départs sur des concours de saut d'obstacles à la hauteur maximale de 1,60 m, dont celui de Rotterdam. 
- 24 avril 2014 : 10e de l'étape Global Champions Tour d'Anvers, à 1,50 m-1,55 m[1].
- 11 mai 2014 : vainqueur du Grand Prix du CSI3* de San Giovanni à Marignano, à 1,50 m-1,60 m[1].
- 25 mai 2014 : vainqueur du Grand Prix du CSI3* de Nörten-Hardenberg, à 1,55 m[8].

## Origines
Coulisa est une fille de l'étalon Oldenbourg Couleur Rubin et de la jument Sanisa, par le Holsteiner Sandro. Le naisseur de Couleur Rubin, Harli Seifert, décrit la jument Grannuschka comme « magnifiquement grande pour une fille de Grannus, confiante dans son caractère et sensible, mais pas tatillonne ».

## Descendance
Coulisa est la mère d'une jument de sport par Chacco-Blue, Chacclina, également née au Gestüt Lewitz (haras Lewitz) en 2008. En 2021, Chacclina est montée en saut d'obstacles au niveau 1,35 m par les cavaliers américains Raymond Texel et Laura Brady.